# Timure (Palpa)
Timure (nep. ठिमुरे) – gaun wikas samiti w zachodniej części Nepalu w strefie Lumbini w dystrykcie Palpa. Według nepalskiego spisu powszechnego z 2001 roku liczył on 543 gospodarstw domowych i 3059 mieszkańców (1706 kobiet i 1353 mężczyzn).